# Carl Deul
Carl Deul (* 25. Januar 1855; † 17. August 1904 in Oberschöneweide bei Berlin) war ein deutscher Architekt und Erster Vorsteher der Landgemeinde Oberschöneweide 1898–1904. In seiner Eigenschaft als Vorsitzender einer Terraingesellschaft ab 1900 sorgte er für die Ansiedlung großer Industriebetriebe im heutigen Berliner Ortsteil Oberschöneweide. Seine Grabstätte auf dem Waldfriedhof Oberschöneweide ist ein Berliner Ehrengrab.

## Leben
Carl Deul, ausgebildeter Baumeister, war im Jahr 1889 zum Vorsitzenden der Terraingesellschaft Oberschönweide an der Oberspree GmbH gewählt worden. Geschäftsführer dieser Gesellschaft war Max Hagemann und sie hatte ihren Sitz Unter den Linden. Diese Gesellschaft verfolgte das Ziel, durch Erschließung neuer Flächen Industrieunternehmen und Wohnungen im Südosten Berlins entlang der Spree anzusiedeln. Um die praktische Umsetzung vor Ort kümmerte sich daneben die Terrain- und Baugesellschaft Oberspree. Aus dem kleinen Anwesen um die frühere Ausflugsgaststätte Wilhelminenhof und dem Versuch einer Entwicklung in Richtung Ausflugsgebiet für die Hauptstädter wurde so ein ehrgeiziges Wirtschaftsziel.
Die Gesellschaft erwarb ein großes Terrain und ließ es bis zum Jahr 1902 parzellieren. Carl Deul gelang es, bedeutende Industrielle wie Werner von Siemens oder Emil Rathenau für die Ansiedlung ihrer Fabriken in Oberschöneweide zu gewinnen. Dafür war es nötig, die Infrastruktur rasch zu entwickeln. Zügig ließ die 1898 gegründete neue Landgemeinde Straßen anlegen und benennen, Wasser-, Abwasser- und Elektroleitungen verlegen. Hinzu kamen Transportmöglichkeiten wie der Bau der Straßenbahnstrecken durch die Hauptverkehrsstraßen, die Verlegung eines Gleisnetzes für eine Industriebahn und die Nutzbarmachung des Wasserweges. Für den Bau der neuen Fabrikgebäude gewannen die Bauherren zahlreiche Architekten wie Ernst Ziesel, Gottfried Klemm, Johannes Kraaz oder Paul Tropp. Zum Ersten Vorsteher der neuen Landgemeinde Oberschöneweide wählten die Mitglieder Carl Deul. In seiner Amtszeit wurden darüber hinaus auch Wohnhäuser, Schulen, ein Postamt und gegen Ende des 19. Jahrhunderts die neuen Spreebrücken Kaisersteg, Treskowbrücke und Stubenrauchbrücke sowie Hafenanlagen für die Industriebetriebe auf dem Nordufer der Spree gebaut. Auch die Freiwillige Feuerwehr gründete sich.
Im Jahr 1901 wurde Deul (erstmals) im Berliner Adressbuch geführt mit den Amtsbezeichnungen: Gemeindevorsteher und stellvertretender Amtsvorsteher (meint das Amt Ober-Schöneweide, 1853 gebildet). In Anerkennung der Verdienste Deuls um die Entwicklung der Landgemeinde Oberschöneweide erhielt eine Straße um 1900, also schon zu seinen Lebzeiten, den Namen Deulstraße und trägt diesen noch immer.

## Tod und Grabmal

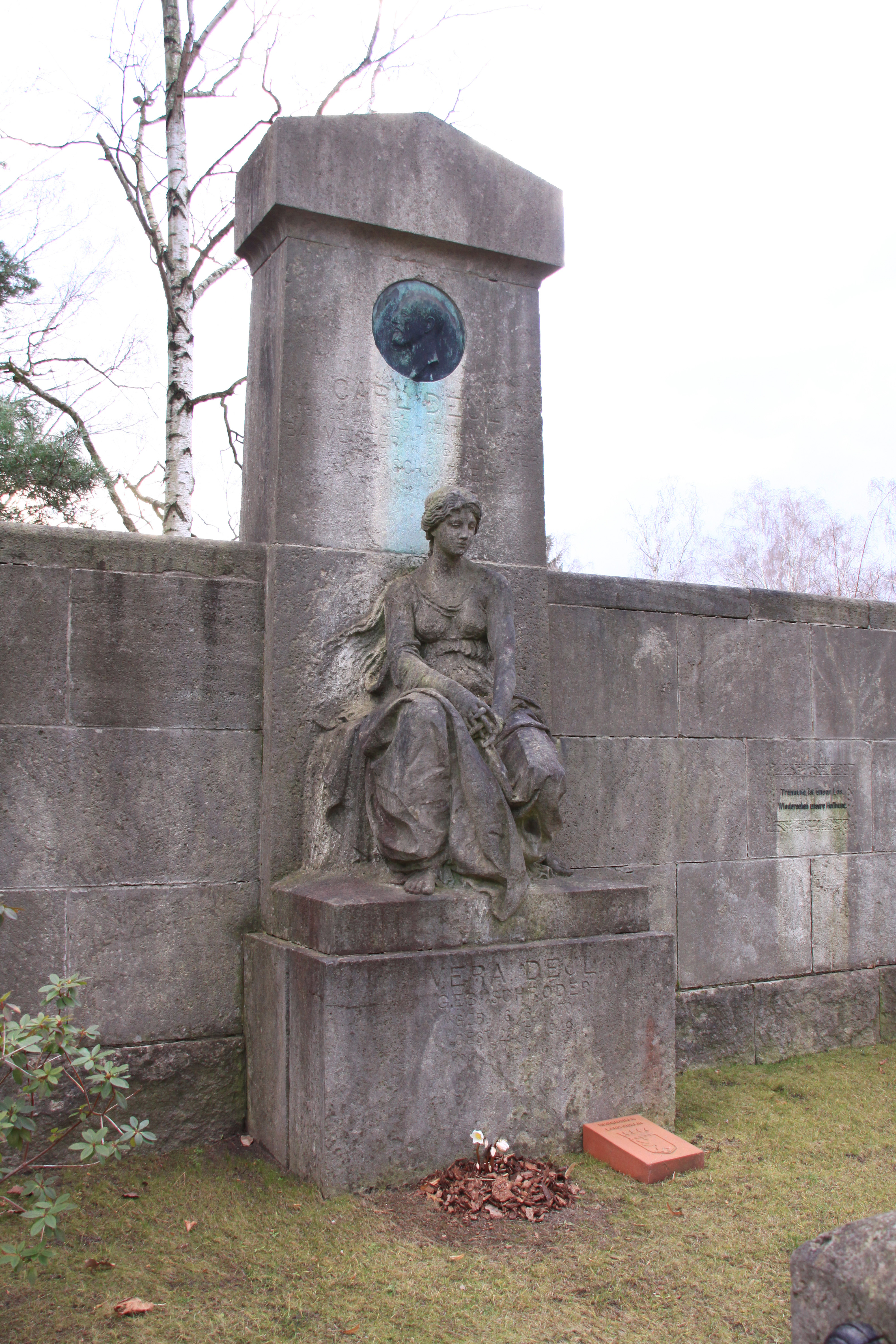
Ehrengrab von Carl Deul auf dem Waldfriedhof Oberschöneweide

Carl Deul starb im August 1904 im Alter von nur 49 Jahren in Oberschöneweide. Die Gemeindeverwaltung und die Familie ließen ihm auf dem 1903 eröffneten dortigen Waldfriedhof ein kunstvolles Grabmal errichten. Auf einer aufgerichteten Granitplatte wurde ein Kupfermedaillon mit dem Porträt von Deul eingelassen. Vor der Platte bekam eine überlebensgroße Frauenfigur ihren Platz. Sie zeigt eine Trauernde mit leichtem Umhang und verschränkten Händen, aus Sandstein geschlagen und stammt vermutlich aus der Werkstatt des Bildhauers Walter Schott. Mit Bildung der Stadtgemeinde Groß-Berlin wurde Oberschöneweide im Jahr 1920 ein Ortsteil des Verwaltungsbezirks Treptow.
Auf Beschluss des Berliner Senats ist die letzte Ruhestätte von Carl Deul (Grablage: I/2) seit 1997 als Ehrengrab des Landes Berlin gewidmet. Die Widmung wurde im Jahr 2021 um die übliche Frist von zwanzig Jahren verlängert.

## Wohnhaus der Familie
Auf der Parzelle 7 in der damaligen gerade benannten Edisonstraße (später mit neuer Nummerierung) ließ Deul vom Bauunternehmer Robert Buntzel aus Niederschöneweide ein Wohn- und Kontorhaus für seine Familie errichten. Buntzel hatte eine Villa im Schweizerhausstil entworfen. Dieses heute Villa Deul genannte Bauwerk überdauerte die beiden Weltkriege und steht mittlerweile unter Denkmalschutz. Das zweigeschossige Gebäude, symmetrisch durch Risalite an Straßen- und Hofseite gegliedert, trug am Giebel ein offenes Fachwerk mit kunstvoll geschnitzten Hölzern. Die ursprünglich reiche Fassadengliederung wurde 1916 vereinfacht, als der neue Eigentümer Paul Girkow das Wohnhaus für die Nutzung als Apotheke umbauen und verputzen ließ. Aktuell ist das Gebäude restauriert, leuchtet mit einem ockerfarbenen Putz und dient noch immer als Apotheke.
Die Bebauung entlang der Straße wurde bis in die 1930er Jahre fortgesetzt, sodass die Villa Deul beidseitig von weiteren Wohnhäusern flankiert wird. Sie ist das älteste erhaltene Wohnhaus in Oberschöneweide.